# Naturschutzgebiet Lombachtal
Das Naturschutzgebiet Lombachtal erstreckt sich zwischen Hammermühle und Siefen in der Stadt Overath im Rheinisch-Bergischen Kreis.

## Beschreibung
Das Naturschutzgebiet wird begleitet durch den Lombach mit seinen Quellsiefen und mit seiner Aue. Im Oberlauf wird der Auwald meist von Erlen, Hainbuchen und Eichen, stellenweise unter Beimischung von Fichten eingenommen. Im Unterlauf trifft man stellenweise auf feuchtes Grünland, das an den erlengesäumten Bach angrenzt. Eine alte Blockhalde unterhalb des
Steinbruchs Breidenassel sowie eine kurze Schlucht im anstehenden Fels mit kleinem Wasserfall kurz vor dem Tal der Agger stellen landschaftliche und ökologische Sonderstandorte dar.

## Schutzzwecke
Die Schutzausweisung erfolgte zur Erhaltung und Entwicklung eines naturnahen Baches mit Auwald und zum Teil feuchtem Grünland. Im Einzelnen werden folgende Schutzzwecke festgesetzt: 
- Erhaltung und Sicherung der Fließgewässer sowie Nass- und Feuchtgrünland, die zu den geschützten Biotopen gehören,
- Sicherung der Funktion als Biotopverbundfläche von besonderer Bedeutung,
- Erhaltung und Entwicklung eines überwiegend naturnahen Baches mit Auengrünland und kleinen Auwäldern,
- Erhaltung der Blockhalde und der Schlucht mit kleinem Wasserfall als wertvolle und seltene landschaftliche und ökologische Sonderstandorte,
- Erhaltung und Entwicklung von teils feuchtem Auengrünland.[1]